# Hjalte Tin
Hjalte Tin Iversen (født 8. september 1953 på Nørrebro, København) er en dansk forfatter, forsker, kronikør, klummeskribent, foredragsholder og phd-forsker ved Center for Kulturforskning, Århus Universitet. Han har rejst verden rundt på motorcykel sammen med sin familie. Hjalte Tin etablerede i 2006 motorcykelrejsebureauet Moto Mundo Aps sammen med sin datter Ida Tin.
Hjalte Tin er medlem af Eventyrernes Klub.

### Solo
- At rejse: rejsehåndbog til hele verden, 1987
- Hjælp!, 2003

### Sammen med Nina Rasmussen
- Held og lykke: på motorcykel med Emil og Ida gennem Sydamerika, 1983
- Sommer hele året: med Emil og Ida i det vilde Østen, 1986
- Hos fremmede venner: på motorcykel gennem Sovjet, 1989
- Fra Cape til Cairo: på motorcykel gennem Afrika, 1994
- En model for statens historie år 1000-2000, 1995
- Aid under fire in Somalia, 1999
- Himalaya i sigte: med 2CV over alle bjerge, 2000
- Rejsen til landet der ikke findes, 2004